# 加拉尔格勒蒙蒂厄
加拉尔格勒蒙蒂厄（法語：Gallargues-le-Montueux，法語發音：[ɡalaʁɡ lə mɔ̃tɥø]），法国南部城市，奥克西塔尼大区加尔省的一个市镇，隶属于尼姆区，其市镇面积为10.89平方公里，2022年1月1日时人口数量为3,615人，在法国城市中排名第3,105位。
加拉尔格勒蒙蒂厄位于加尔省西南部，隔维杜勒河与埃罗省相望，蒙彼利埃和尼姆之间，塔拉斯孔－塞特铁路、A9高速公路以及多条省道在此交汇，其高速公路入口处有大型物流工业园。

## 地名来源
“加拉尔格”一名最初于公元11世纪时以“Galazanicus”的形式被记载，该名称可能来源于高卢人名；“蒙蒂厄”则出自拉丁语单词“montuosus”，意为“山脉”，引申含义为“多山的”，该后缀自1969年起成为当地官方名称的一部分。
1801至1969年间，当地的官方名称为“Grand-Gallargues”，其中“Grand”意为“大的”。
该地在中文谷歌地图中的译名为“加拉尔盖莱蒙蒂厄”，此名称为地图从Wikidata上抓取的中文维基早期机翻误译，且这一误译已被部分汉语资料使用；而“加拉尔格勒蒙蒂厄”一名已修正，其符合法汉译音规则。

## 历史

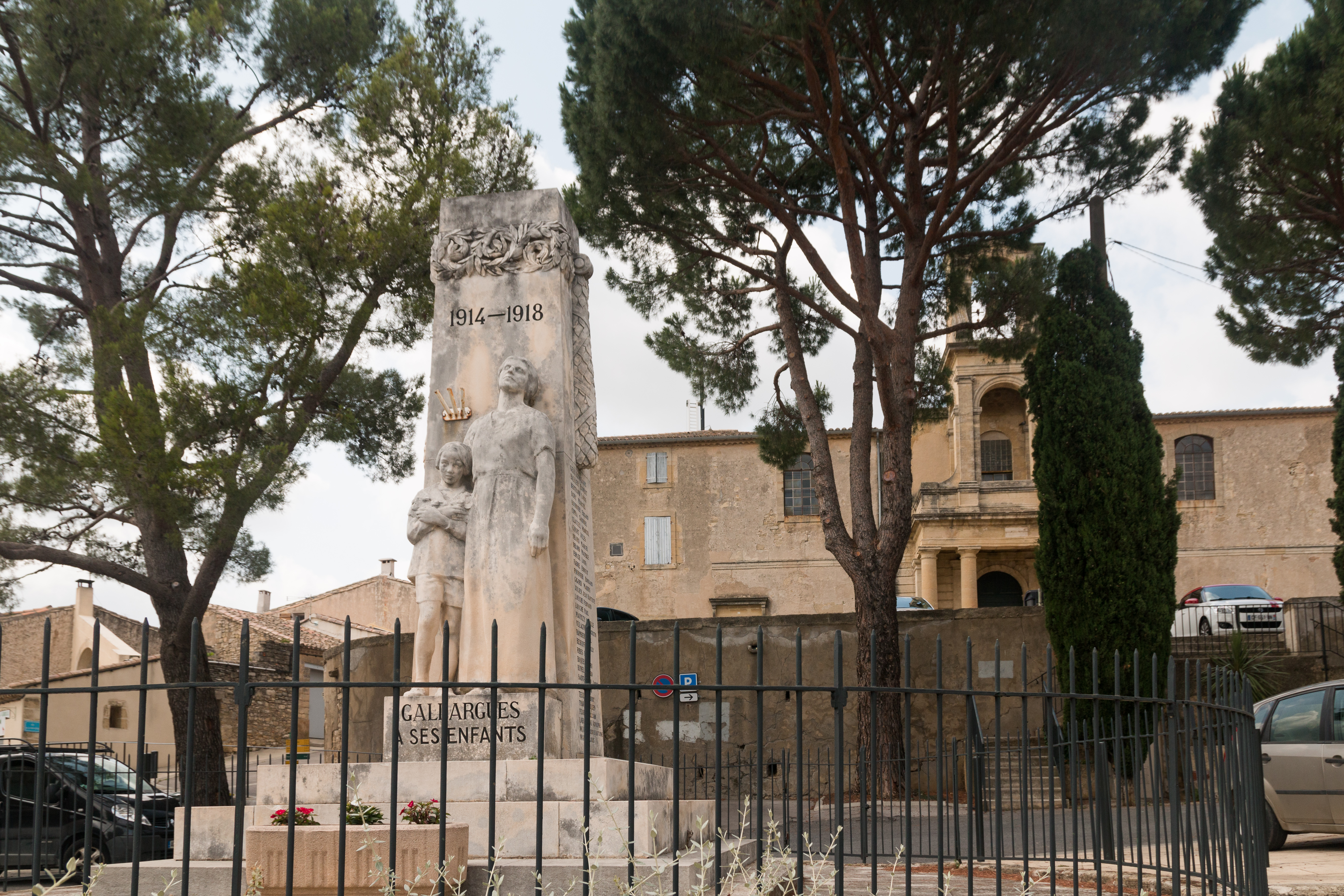
一战烈士纪念碑

根据当地官方网站的论述，加拉尔格勒蒙蒂厄境内曾发现史前人类活动遗迹。罗马时期，加拉尔格为纳博讷高卢的一部分，连接阿尔卑斯和西班牙的多米提亚道由此通过。1027年，当地领主罗斯唐（Rostaing）在此创建了一处教会，其附近逐渐形成聚落。中世纪中后期，加拉尔格为吕内勒男爵的一处土地，当地建成了一处圣马丁教堂以及一处塔楼。英法百年战争期间，当地城墙得到加固。中世纪末，朗格多克地区并入法兰西王国，加拉尔格勒蒙蒂厄获得了弗朗索瓦一世颁布的市镇宪章。宗教战争期间，加拉尔格居民多改信新教，后遭到胡格诺派的多次围剿，其城市遭到了严重破坏。法国大革命后，加拉尔格成为加尔省的一个市镇，后更名为“大加拉尔格”。19世纪初，加拉尔格塔楼一度被改建为电报发送中心。工业革命期间，途径加拉尔格的塔拉斯孔－塞特铁路建成通车。20世纪末，随着旅游业的发展及通勤列车的开行，加拉尔格勒蒙蒂厄人口数量有所增加，当地出现了多处新兴居民区。2019年6月28日，加拉尔格勒蒙蒂厄境内测得45.9 °C（114.6 °F）的高温，打破了当时的法國氣象史記錄。

## 地理

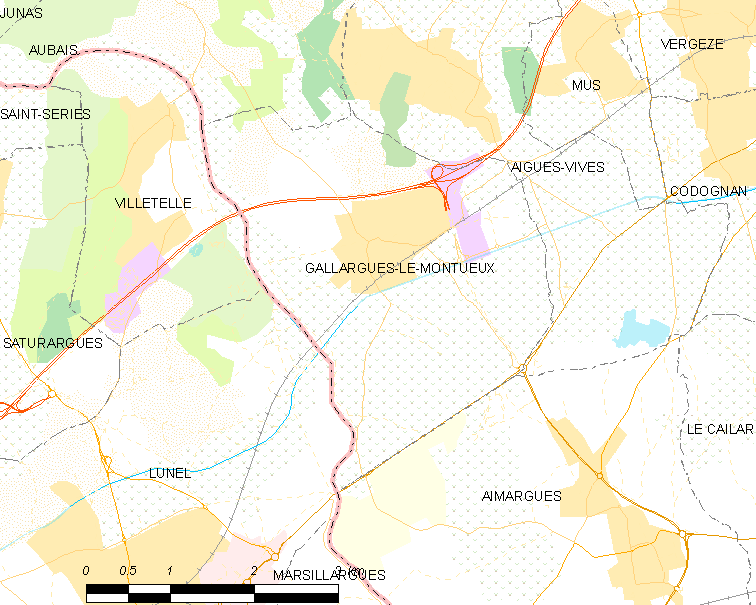
加拉尔格勒蒙蒂厄市镇范围地图

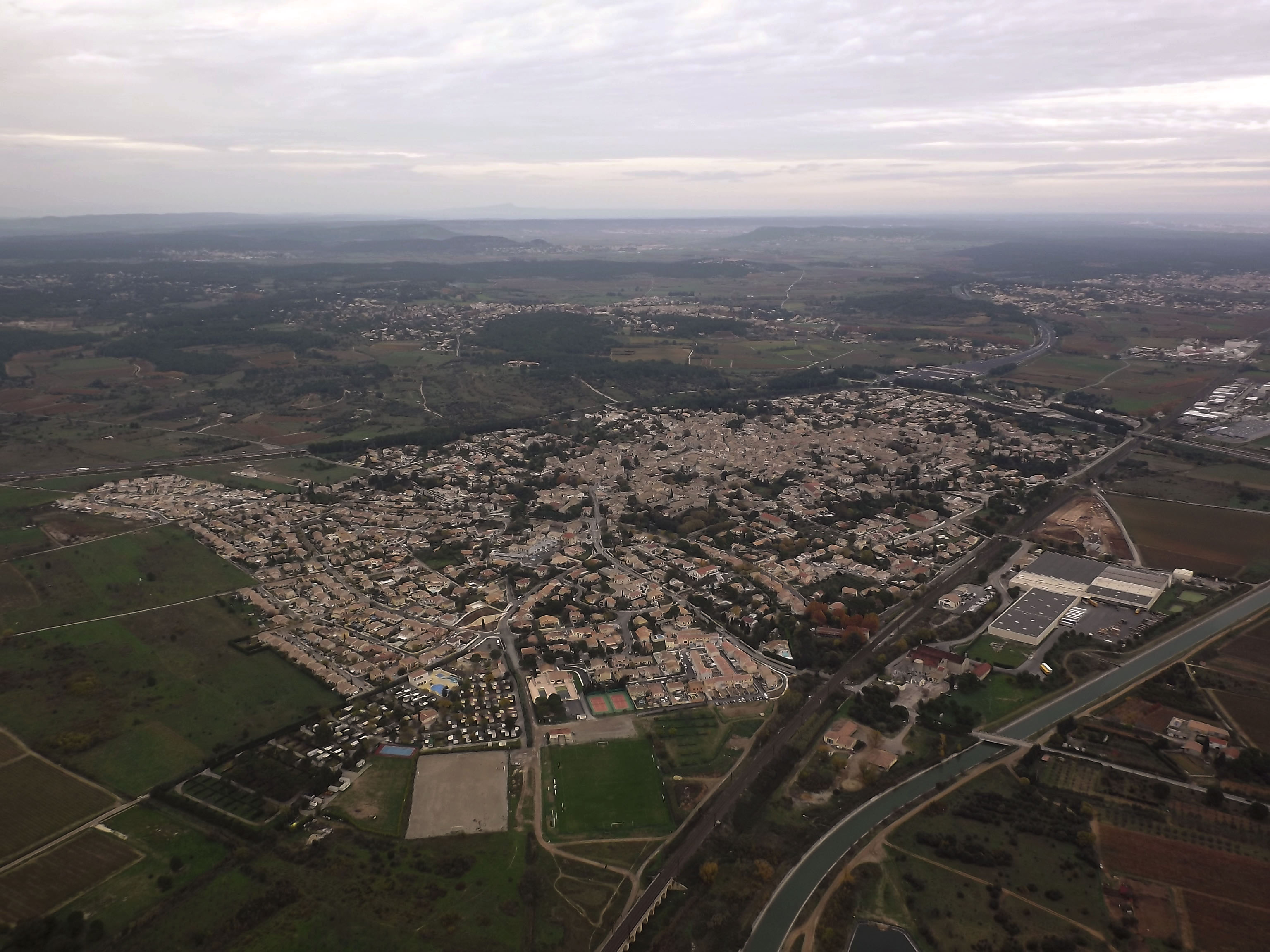
航拍加拉尔格勒蒙蒂厄

加拉尔格勒蒙蒂厄位于法国南部，奥克西塔尼大区东部和加尔省西南部，距离省会尼姆大约25公里。与加拉尔格勒蒙蒂厄接壤的市镇包括：艾马尔格、艾格维沃、欧拜、吕内勒和维勒泰勒。

### 地形
加拉尔格勒蒙蒂厄位于卡马格平原最西端，境内以平原为主，市镇中心地势较为平坦，北侧略有起伏全境海拔在8到65米之间。

### 水文
维杜勒河自北向南流经加拉尔格勒蒙蒂厄市镇范围西部；拉济勒河则自北向南流经市区东部，两河均通过人工渠道直接注入地中海。

### 植被
加拉尔格勒蒙蒂厄属于温带阔叶混交林区，林地多分布于市镇范围北部，以及河流附近。
在鲜花城市的评比中，加拉尔格勒蒙蒂厄被评为1星级鲜花城市。

### 气候
加拉尔格勒蒙蒂厄在柯本气候分类法中属于地中海气候。当地曾于2019年6月28日出现45.9摄氏度的高温记录。
加拉尔格勒蒙蒂厄境内设有气象站，以下为该气象站的数据（其中日照数据取自蒙彼利埃气象站）：
| 加拉尔格勒蒙蒂厄1981年－2019年 | 加拉尔格勒蒙蒂厄1981年－2019年 | 加拉尔格勒蒙蒂厄1981年－2019年 | 加拉尔格勒蒙蒂厄1981年－2019年 | 加拉尔格勒蒙蒂厄1981年－2019年 | 加拉尔格勒蒙蒂厄1981年－2019年 | 加拉尔格勒蒙蒂厄1981年－2019年 | 加拉尔格勒蒙蒂厄1981年－2019年 | 加拉尔格勒蒙蒂厄1981年－2019年 | 加拉尔格勒蒙蒂厄1981年－2019年 | 加拉尔格勒蒙蒂厄1981年－2019年 | 加拉尔格勒蒙蒂厄1981年－2019年 | 加拉尔格勒蒙蒂厄1981年－2019年 | 加拉尔格勒蒙蒂厄1981年－2019年 |
| 月份                           | 1月                            | 2月                            | 3月                            | 4月                            | 5月                            | 6月                            | 7月                            | 8月                            | 9月                            | 10月                           | 11月                           | 12月                           | 全年                           |
| ------------------------------ | ------------------------------ | ------------------------------ | ------------------------------ | ------------------------------ | ------------------------------ | ------------------------------ | ------------------------------ | ------------------------------ | ------------------------------ | ------------------------------ | ------------------------------ | ------------------------------ | ------------------------------ |
| 历史最高温 °C（°F）            | 22 (72)                        | 23.5 (74.3)                    | 28.6 (83.5)                    | 32 (90)                        | 36 (97)                        | 45.9 (114.6)                   | 39 (102)                       | 40.1 (104.2)                   | 35.9 (96.6)                    | 33.1 (91.6)                    | 26.1 (79.0)                    | 22 (72)                        | 40.6 (105.1)                   |
| 平均高温 °C（°F）              | 11.5 (52.7)                    | 13.2 (55.8)                    | 16.6 (61.9)                    | 19 (66)                        | 23.7 (74.7)                    | 27.8 (82.0)                    | 31.1 (88.0)                    | 30.9 (87.6)                    | 26 (79)                        | 20.8 (69.4)                    | 15.1 (59.2)                    | 12 (54)                        | 20.6 (69.1)                    |
| 日均气温 °C（°F）              | 6.9 (44.4)                     | 8.1 (46.6)                     | 11 (52)                        | 13.5 (56.3)                    | 17.8 (64.0)                    | 21.5 (70.7)                    | 24.5 (76.1)                    | 24.3 (75.7)                    | 20.1 (68.2)                    | 16 (61)                        | 10.5 (50.9)                    | 7.7 (45.9)                     | 15.2 (59.4)                    |
| 平均低温 °C（°F）              | 2.2 (36.0)                     | 3 (37)                         | 5.5 (41.9)                     | 7.9 (46.2)                     | 12 (54)                        | 15.2 (59.4)                    | 18 (64)                        | 17.8 (64.0)                    | 14.1 (57.4)                    | 11.2 (52.2)                    | 5.9 (42.6)                     | 3.3 (37.9)                     | 9.7 (49.5)                     |
| 历史最低温 °C（°F）            | −12.5 (9.5)                    | −9 (16)                        | −6.7 (19.9)                    | 0 (32)                         | 3.5 (38.3)                     | 8 (46)                         | 11.6 (52.9)                    | 8.5 (47.3)                     | 5 (41)                         | −0.9 (30.4)                    | −5.5 (22.1)                    | −9.1 (15.6)                    | −12.5 (9.5)                    |
| 平均降水量 mm（）              | 61.3 (2.41)                    | 43.3 (1.70)                    | 32.2 (1.27)                    | 66.8 (2.63)                    | 49.9 (1.96)                    | 33 (1.3)                       | 20.1 (0.79)                    | 44.8 (1.76)                    | 103.7 (4.08)                   | 113.2 (4.46)                   | 71.3 (2.81)                    | 64.4 (2.54)                    | 704 (27.7)                     |
| 月均日照時數                   | 142.9                          | 168.1                          | 220.9                          | 227.0                          | 263.9                          | 312.4                          | 339.7                          | 298.0                          | 241.5                          | 168.6                          | 148.8                          | 136.5                          | 2,668.2                        |
| 来源：infoclimat.fr            |                                |                                |                                |                                |                                |                                |                                |                                |                                |                                |                                |                                |                                |

## 行政区划
加拉尔格勒蒙蒂厄的市镇编号为30123，邮政编号为30660。
在行政管理方面，加拉尔格勒蒙蒂厄隶属于法国奥克西塔尼大区加尔省尼姆区；在地方选举方面，加拉尔格勒蒙蒂厄隶属于艾格莫尔特县，其市镇范围全境被划入加尔省第二选区；在社会管理方面，加拉尔格勒蒙蒂厄是罗尼-维斯特尔-维杜尔勒市镇公共社区的办公驻地。
法国国家统计与经济研究所（简称）在进行数据统计时，将加拉尔格勒蒙蒂厄及相邻的另外8个市镇设为吕内勒城市核心区以及吕内勒城市区。自2020年起，加拉尔格勒蒙蒂厄被划入包含161个市镇的蒙彼利埃城市辐射区内。此外，还将加拉尔格勒蒙蒂厄市镇整体看作一个“块区”（IRIS），以便于统计人口分布情况。

## 交通

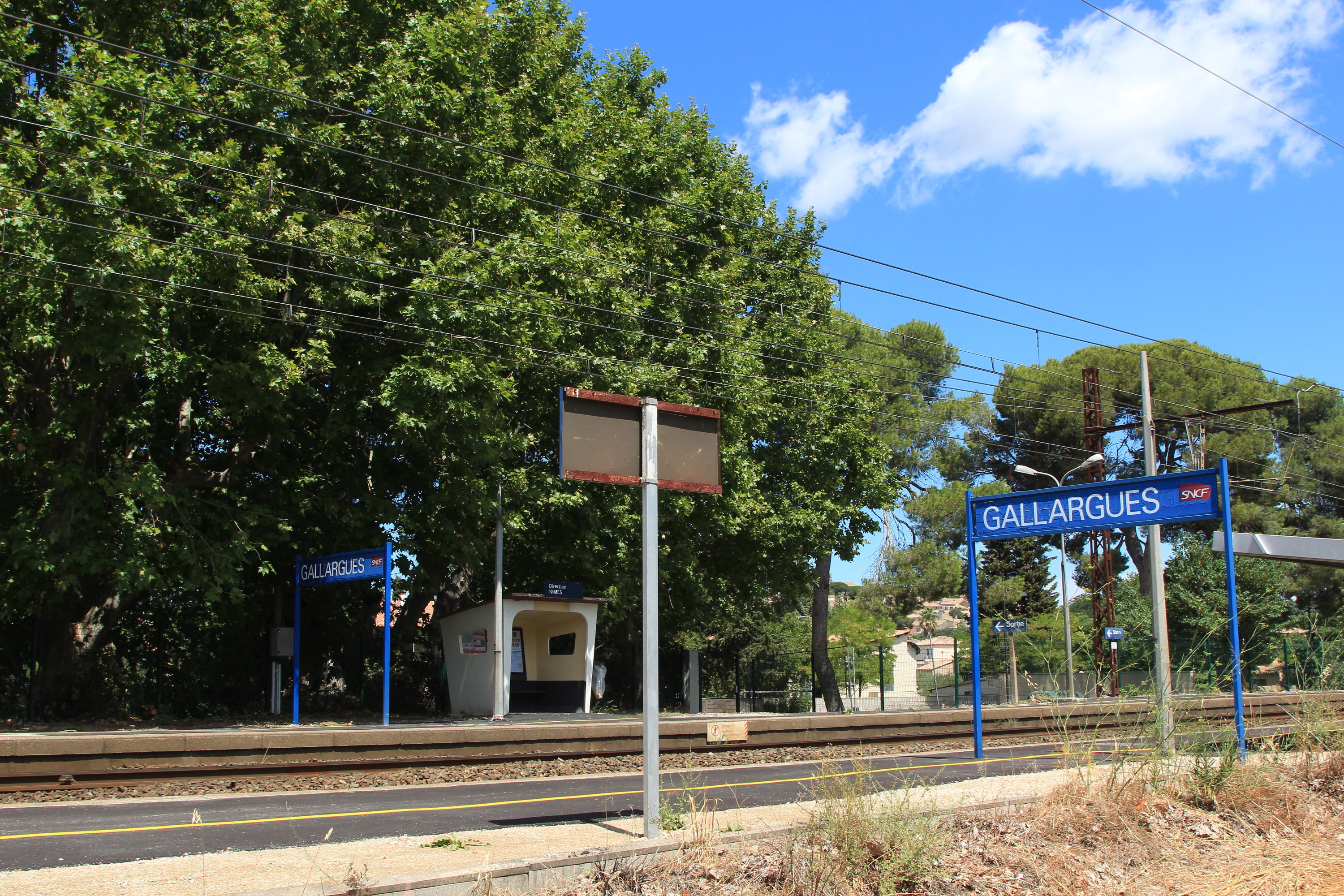
加拉尔格火车站

### 公路
A9高速公路经过加拉尔格勒蒙蒂厄境内，并通过一处互通式立交桥连接市区，此外多条加尔省省道在加拉尔格勒蒙蒂厄境内交汇。奥克西塔尼大区下属的城际客运提供巴士线路，可前往尼姆和吕内勒以及沿途部分市镇。
| 26 | 2 |

| 尼姆 | 26 |

| 索米耶尔 | 11 |

| 蒙彼利埃 | 33 |

| 吕内勒 | 8 |

| 阿尔勒 | 47 |

| 勒格罗迪鲁瓦 | 28 |

2018年，71.7%的加拉尔格勒蒙蒂厄家庭拥有至少一辆私人汽车。2019年，加拉尔格勒蒙蒂厄境内共发生各类交通事故4起，造成7人受伤。

### 铁路
加拉尔格勒蒙蒂厄位于塔拉斯孔－塞特铁路上。加拉尔格站位于市区南部，停靠往返于纳博讷和阿维尼翁一线的区域列车。

### 航空
距离加拉尔格勒蒙蒂厄最近的民用航空站为蒙彼利埃地中海机场，距离加拉尔格勒蒙蒂厄市中心的公路里程约30公里。

### 城市公共交通
截至2022年6月，加拉尔格勒蒙蒂厄暂无城市公共交通系统，当地有多家私人出租汽车公司。

## 政治

### 市政内阁

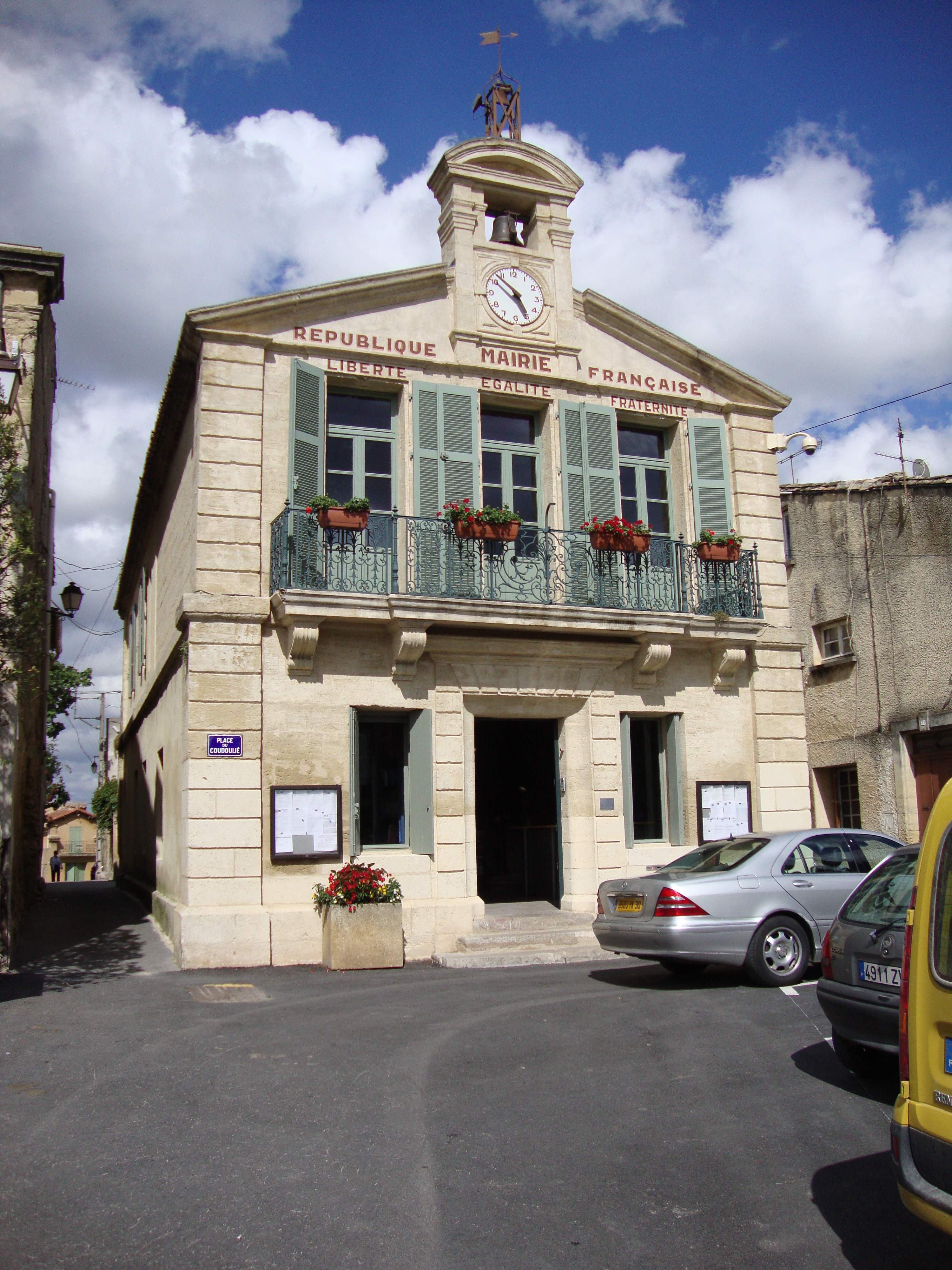
加拉尔格勒蒙蒂厄市政厅

加拉尔格勒蒙蒂厄的现任市长为弗雷迪·塞尔达先生（Freddy CERDA），他是民主人士和独立人士联盟的一名成员，在2020年的市政选举中获得了60.78%的支持率。
| 加拉尔格勒蒙蒂厄历届市长 | 加拉尔格勒蒙蒂厄历届市长                   | 加拉尔格勒蒙蒂厄历届市长  |
| 任期                     | 市长                                       | 党派                      |
| ------------------------ | ------------------------------------------ | ------------------------- |
| 1944年－1945年           | Aimé GIRARD 艾梅·吉拉尔                    | 不详                      |
| 1945年－1947年           | Louis AUBANEL 路易·奥巴内尔                | 無黨籍                    |
| 1947年－1959年           | Marcel DUBLET 马塞尔·迪布莱                | 無黨籍                    |
| 1959年－1971年           | André BRUN 安德烈·布朗                     | 無黨籍                    |
| 1971年－1977年           | Alain DAUDET 阿兰·多代                     | DVG左翼无党派人士         |
| 1977年－1989年           | Roger JULIEN 罗歇·朱利安                   | DVD右翼无党派人士         |
| 1989年－1995年           | Marcelle CHAPPERT-PARIS 马塞尔·沙佩尔-巴黎 | PS社会党                  |
| 1995年－2014年           | René POURREAU 勒内·普罗                    | 無黨籍                    |
| 2014年－                 | Freddy CERDA 弗雷迪·塞尔达                 | UDI民主人士和独立人士联盟 |

### 各级选举
| 加拉尔格勒蒙蒂厄历届投票选举结果 | 加拉尔格勒蒙蒂厄历届投票选举结果 | 加拉尔格勒蒙蒂厄历届投票选举结果 | 加拉尔格勒蒙蒂厄历届投票选举结果 | 加拉尔格勒蒙蒂厄历届投票选举结果 | 加拉尔格勒蒙蒂厄历届投票选举结果 | 加拉尔格勒蒙蒂厄历届投票选举结果 | 加拉尔格勒蒙蒂厄历届投票选举结果     | 加拉尔格勒蒙蒂厄历届投票选举结果 | 加拉尔格勒蒙蒂厄历届投票选举结果 |
| 选举项目                         | 选举范围                         | 选区单位                         | 选区单位内的选举结果             | 选区单位内的选举结果             | 选区单位内的选举结果             | 选区单位内的选举结果             | 选区单位内的选举结果                 | 选区单位内的选举结果             | 参考资料                         |
| 选举项目                         | 选举范围                         | 选区单位                         | 第一轮胜出者                     | 第一轮胜出者                     | 支持率                           | 第二轮胜出者                     | 第二轮胜出者                         | 支持率                           | 参考资料                         |
| -------------------------------- | -------------------------------- | -------------------------------- | -------------------------------- | -------------------------------- | -------------------------------- | -------------------------------- | ------------------------------------ | -------------------------------- | -------------------------------- |
| 2017年法國總統選舉               | 法國                             | 市镇                             |                                  | 玛丽娜·勒庞                      | 32.86%                           |                                  | 埃马纽埃尔·马克龙                    | 51.04%                           | [ 24 ]                           |
| 2017年法国立法选举               | 加尔省第二选区                   | 市镇                             |                                  | 玛丽·萨拉                        | 35.33%                           |                                  | 玛丽·萨拉                            | 55.47%                           | [ 24 ]                           |
| 2019年欧洲议会选举               | 法國                             | 市镇                             |                                  | 若尔丹·巴尔代拉                  | 33.58%                           | （不适用）                       | （不适用）                           | （不适用）                       | [ 26 ]                           |
| 2021年法国省级选举               | 加尔省                           | 县                               |                                  | 伊韦特·弗罗热尔 安东尼·勒鲁瓦    | 34.29%                           |                                  | 洛朗丝·巴尔迪卡·福凯 罗贝尔·克罗斯特 | 55.79%                           | [ 27 ]                           |
| 2021年法国省级选举               | 加尔省                           | 市镇                             |                                  | 伊韦特·弗罗热尔 安东尼·勒鲁瓦    | 32.7%                            |                                  | 洛朗丝·巴尔迪卡·福凯 罗贝尔·克罗斯特 | 62.63%                           | [ 27 ]                           |
| 2021年法国大区选举               | 奧克西塔尼大區                   | 市镇                             |                                  | 让-保罗·加罗                     | 33.97%                           |                                  | 卡萝尔·德尔加                        | 52.38%                           | [ 28 ]                           |
| 2022年法国总统选举               | 法國                             | 市镇                             |                                  | 玛丽娜·勒庞                      | 35.48%                           |                                  | 玛丽娜·勒庞                          | 57.98%                           | [ 24 ]                           |
| 2022年法国立法选举               | 加尔省第二选区                   | 市镇                             |                                  | 尼古拉·梅佐内                    | 33.6%                            |                                  | 尼古拉·梅佐内                        | 56.4%                            | [ 24 ]                           |

## 人口
2020年，加拉尔格勒蒙蒂厄市镇人口数量为3,596，在法国排名第3,105位。其中男性1,735人，女性1,861人，75岁及以上人口占6.6%，外籍人口数量为79人，人口密度为330人/平方公里，当地居民被称为（男性）或（女性）。2021年，加拉尔格勒蒙蒂厄境内出生44人，死亡人口22人。
| 加拉尔格勒蒙蒂厄1901年－2019年人口变化情况 |
|                                            |
| 数据来源：Cassini、INSEE                   |

## 经济

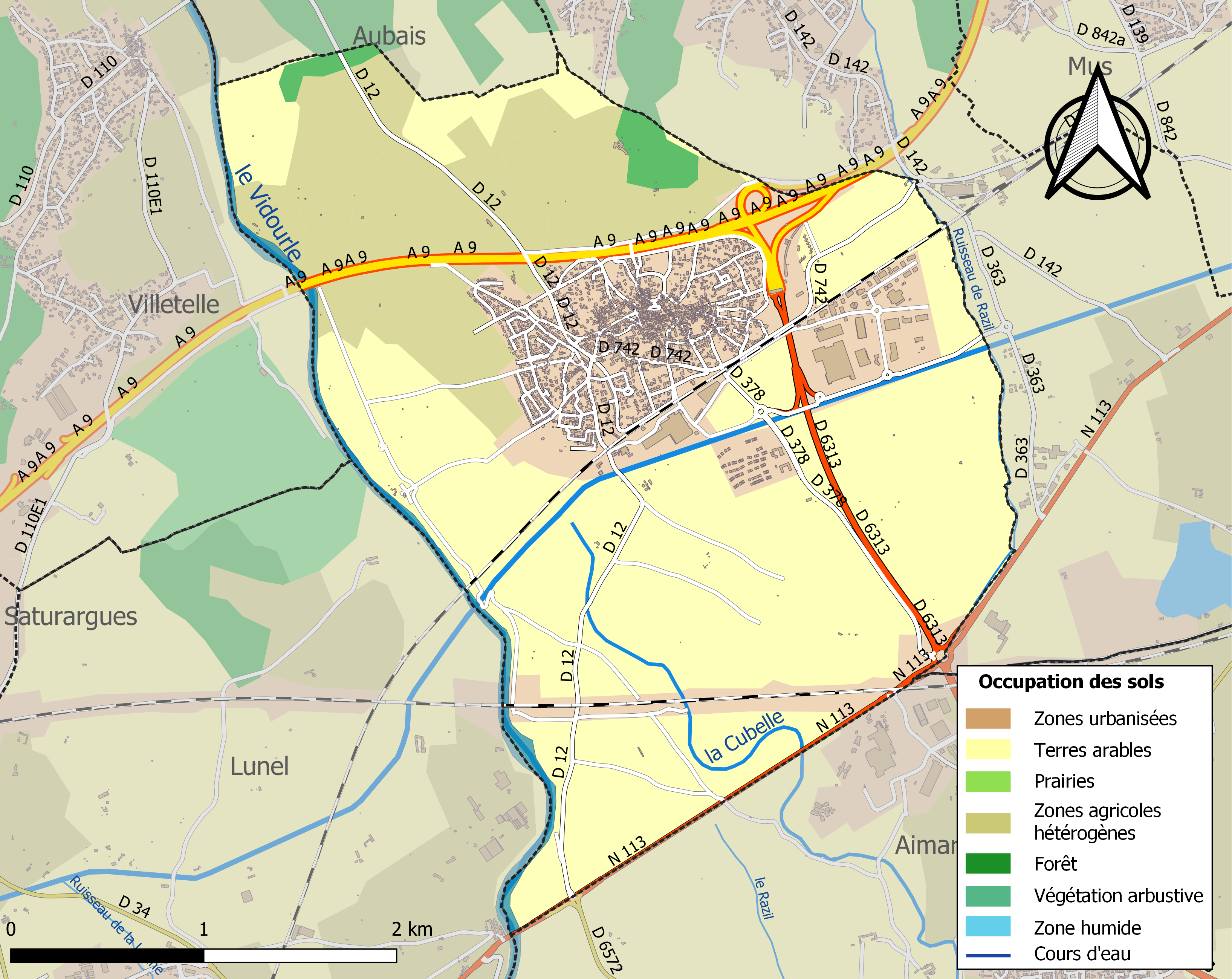
加拉尔格勒蒙蒂厄土地利用情况地图

加拉尔格勒蒙蒂厄是朗德多克地中海经济带的组成部分。截止2023年10月，加拉尔格勒蒙蒂厄市镇范围内共有各类用人单位（包含自雇）865家，平均历史为13年，其中97.16%为中小型企业（PME），2023年8月至10月间，当地的经济活力指数为0.12%。（医疗器械）、（建筑）及（房屋租赁）是当地2021年营业额最高的三个企业，分别为2,267,612欧元、1,818,214欧元和321,111欧元。

## 财政与居民收入
2020年，加拉尔格勒蒙蒂厄的财政收入总额为3,003,110欧元，财政支出总额为2,381,920欧元，当年的债务总额为3,063,220欧元。2021年，加拉尔格勒蒙蒂厄共获得218,864欧元的国家财政补助，比上一年减少了4.55%。
2019年，加拉尔格勒蒙蒂厄的人均月收入总额为2,368欧元，其中高级职员为3,892欧元，低于法国平均水平（4,230欧元）；中级职员为2,461欧元，高于法国平均水平（2,411欧元）；普通职员为1,738欧元，低于法国平均水平（1,740欧元）。
2018年，加拉尔格勒蒙蒂厄境内的青壮年（15至64岁）失业率为12.8%，当地50.1%的家庭拥有纳税资格，平均纳税3,262欧元，低于法国平均水平（3,910欧元）。

## 社会事务

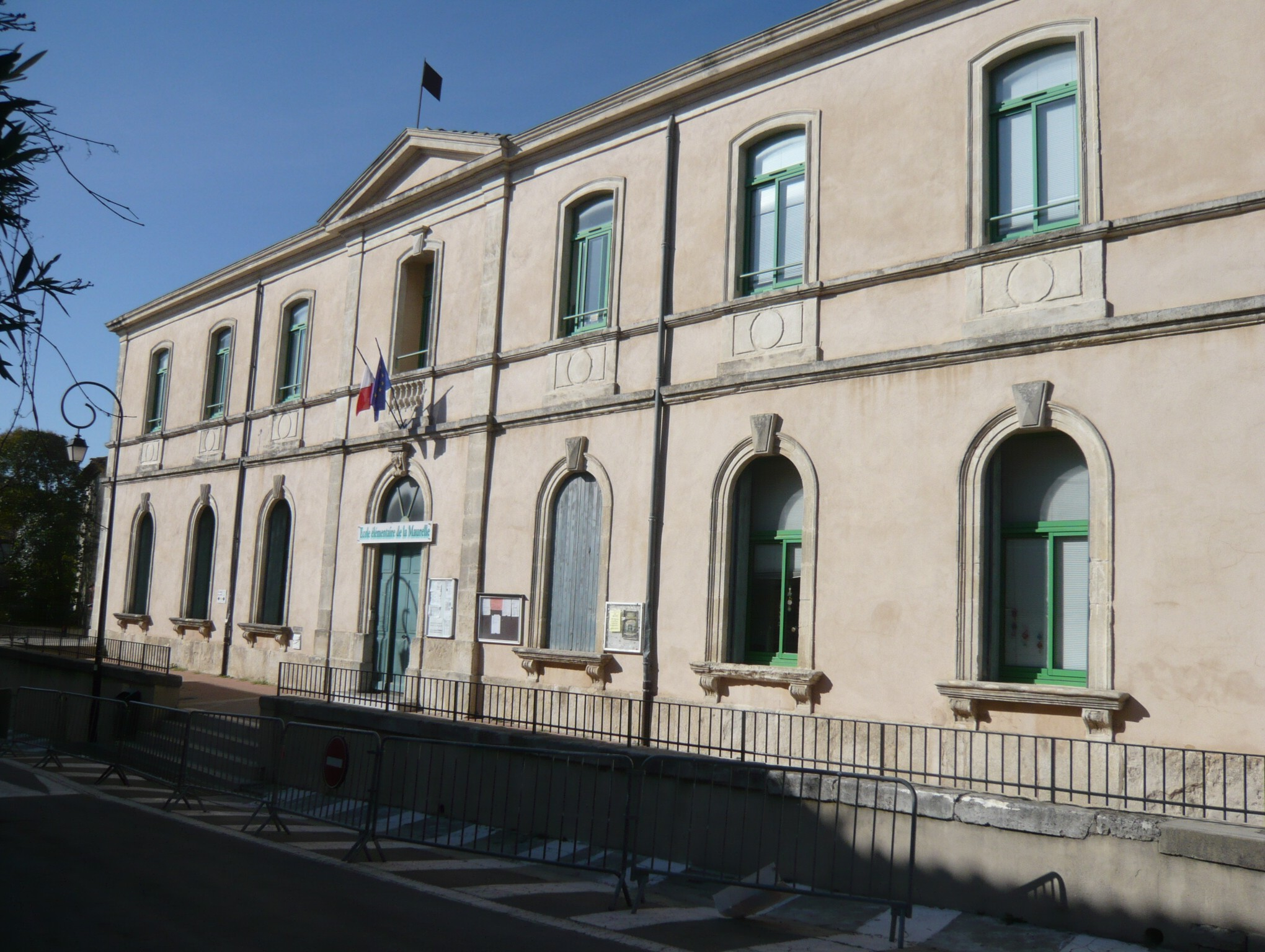
加拉尔格勒蒙蒂厄的一所学校

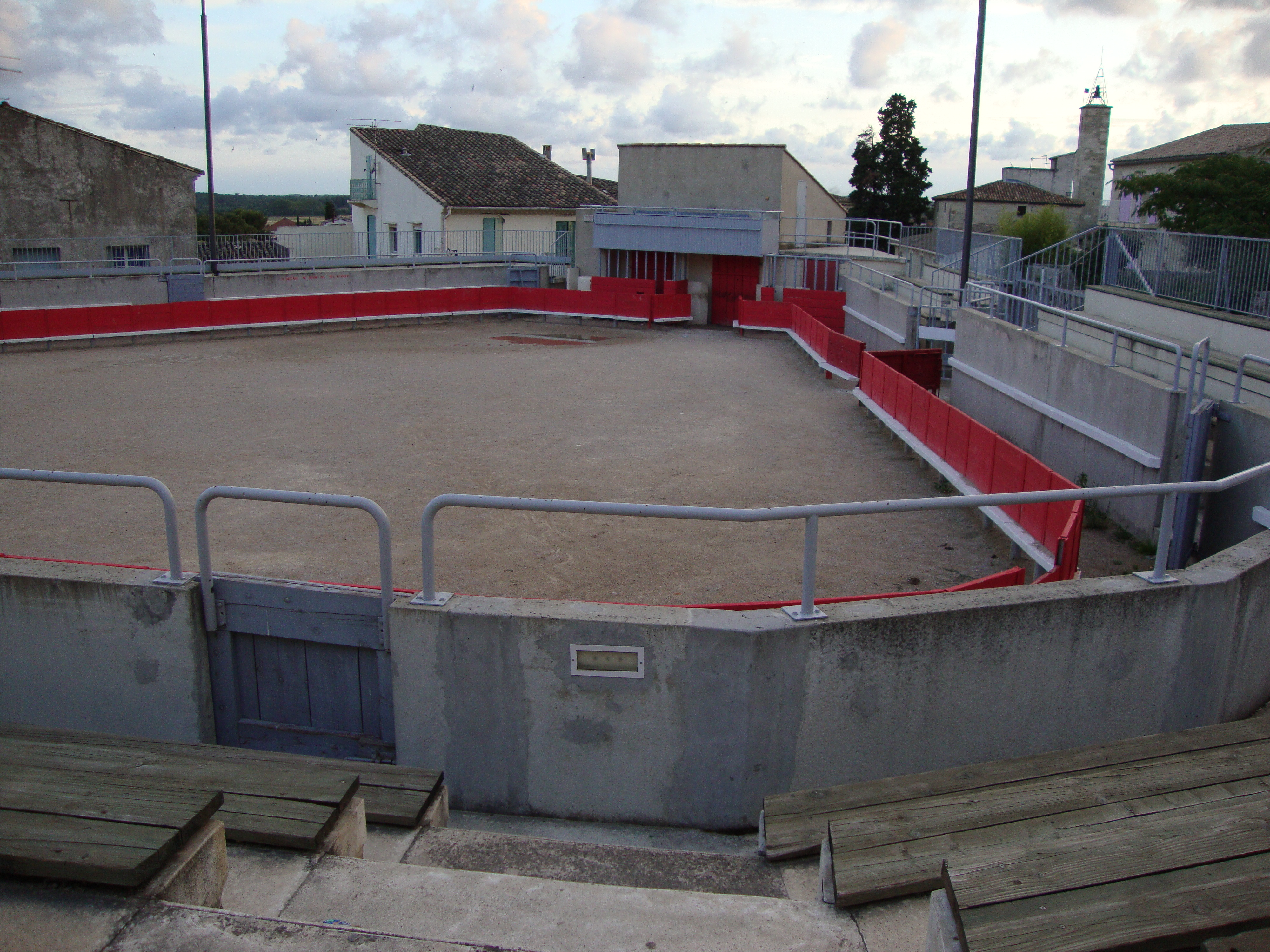
斗兽场

### 教育
加拉尔格勒蒙蒂厄属于蒙彼利埃学区。截止2020年1月1日，加拉尔格勒蒙蒂厄境内共有1所幼儿园、1所小学、1所初级中学和1所农业高中。2018至2019学年度，加拉尔格勒蒙蒂厄境内共有在校中等教育阶段学生641名。

### 医疗
截止2020年1月1日，加拉尔格勒蒙蒂厄境内共有全科医生2名、保健师8名、牙医5名、护士8名和助产士3名。境内共有药房1家。
距离加拉尔格勒蒙蒂厄最近的区域性医疗机构为吕内勒中心医院（Centre Hospitalier de Lunel），其主病区位于吕内勒市区，距离加拉尔格勒蒙蒂厄市区的正常车程约14分钟，该院设有床位50个，是当地规模最大的公立综合性医院。
此外，加拉尔格勒蒙蒂厄距离尼姆大学中心医院（CHU de Nîmes）的正常车程约20分钟。

### 住房
2018年，加拉尔格勒蒙蒂厄境内共有各类住房1,964套，其中84.7%为独立式居民区，14.8%为集中式居民区。常住房屋占加拉尔格勒蒙蒂厄市镇范围内居民建筑总量的77.4%。
在住房保障政策方面，2020年，加拉尔格勒蒙蒂厄境内共有205户家庭获得了住房经济补助，受益人数占总人口数量的5.6%，其中188份为房租补助。

### 商业
2019年，加拉尔格勒蒙蒂厄境内共有各类实体商铺127家，其中餐厅11家、杂货店3家、面包房4家、书店1家、装饰品店1家、美容美发店10家、汽车维修店5家。

### 体育
2020年，加拉尔格勒蒙蒂厄境内共有1家游泳池、2处网球场以及1处足球或橄榄球场。
截至2022年6月，卡巴叙足球俱乐部（Football Club Cabassut，编号560593）是加拉尔格勒蒙蒂厄境内唯一的一家注册足球俱乐部，该俱乐部成立于2020年，其主队2023至2024赛季参加加尔省足球联赛甲组（法国第九级别），其主场为二十八桥球场（Stade des 28 Ponts）。

### 环境
加拉尔格勒蒙蒂厄的环境事务由其所属的罗尼-维斯特尔-维杜尔勒市镇公共社区负责。2019年，加拉尔格勒蒙蒂厄境内暂无污染企业。

### 治安
加拉尔格勒蒙蒂厄所在地是沃韦尔国家宪兵队（zone gendarmerie de Vauvert）的管辖范围。2020年，该宪兵队辖区内共37个市镇累计发生各类案件4,696起，其中盗窃类案件2,718起，经济类案件633起，毒品交易类案件148起。

## 文化
2020年，加拉尔格勒蒙蒂厄境内暂无任何文化设施。加拉尔格勒蒙蒂厄市政府提供公共图书馆，每周三、四、六向公众开放。

### 建筑
加拉尔格勒蒙蒂厄境内有多处历史建筑，其中法国国家文物保护单位包括圣马丁教堂、圣雅克主宫等，横跨维杜勒河的昂布鲁瓦桥遗址是当地的代表性建筑物。

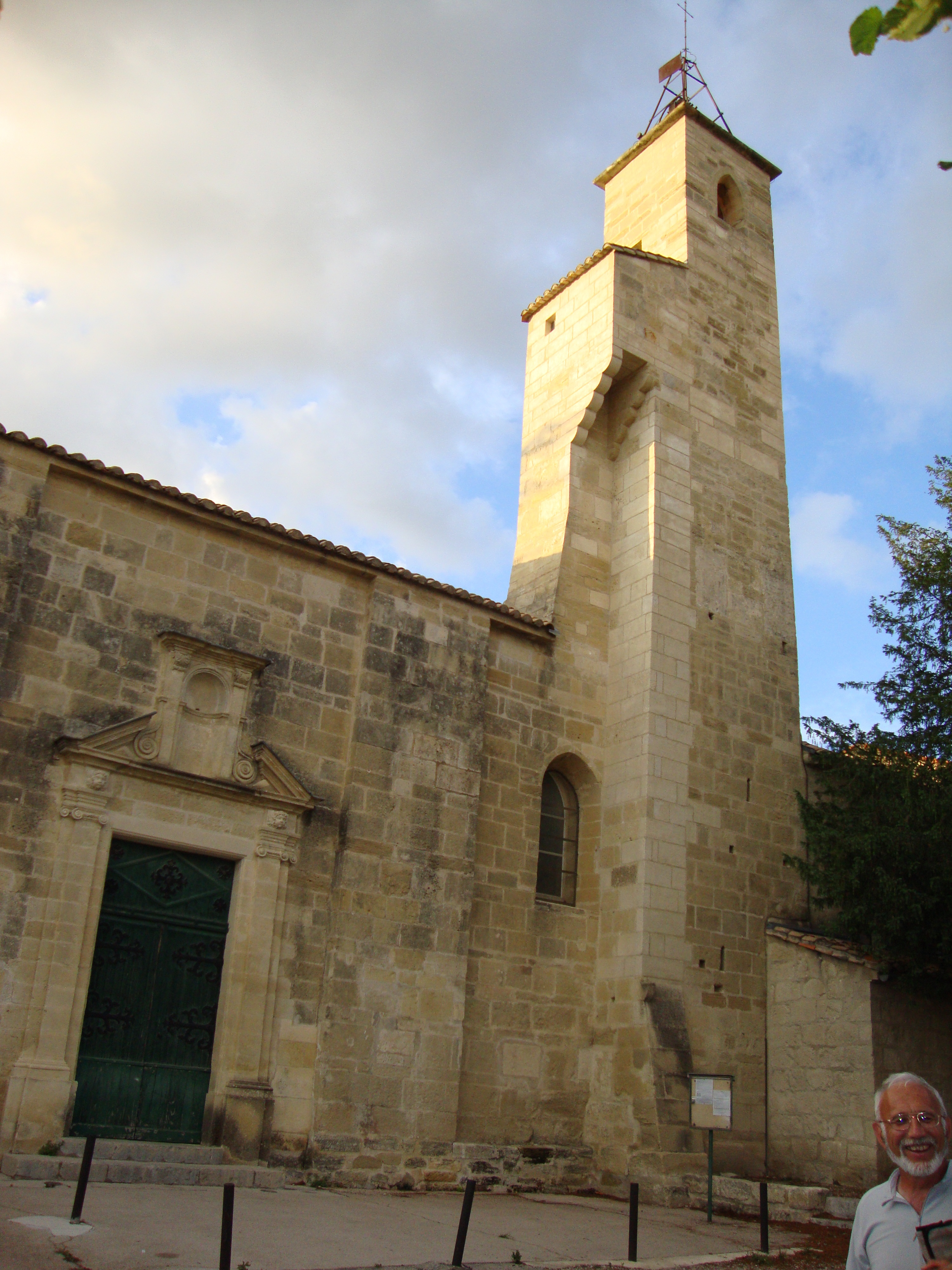
圣马丁教堂（法语：Église Saint-Martin de Gallargues-le-Montueux）主塔
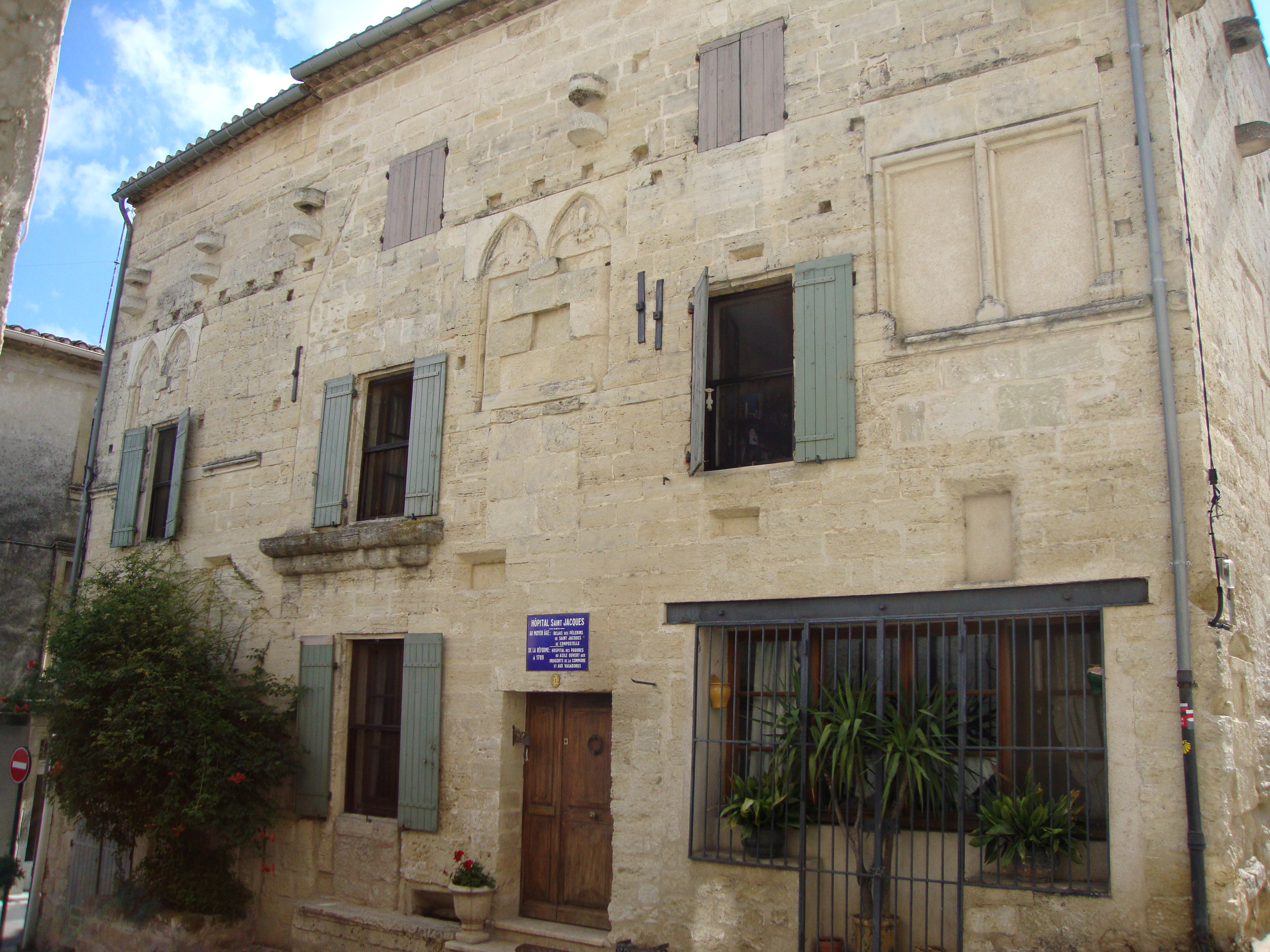
圣雅克主宫（法语：Hôpital Saint-Jacques (Gallargues-le-Montueux)）
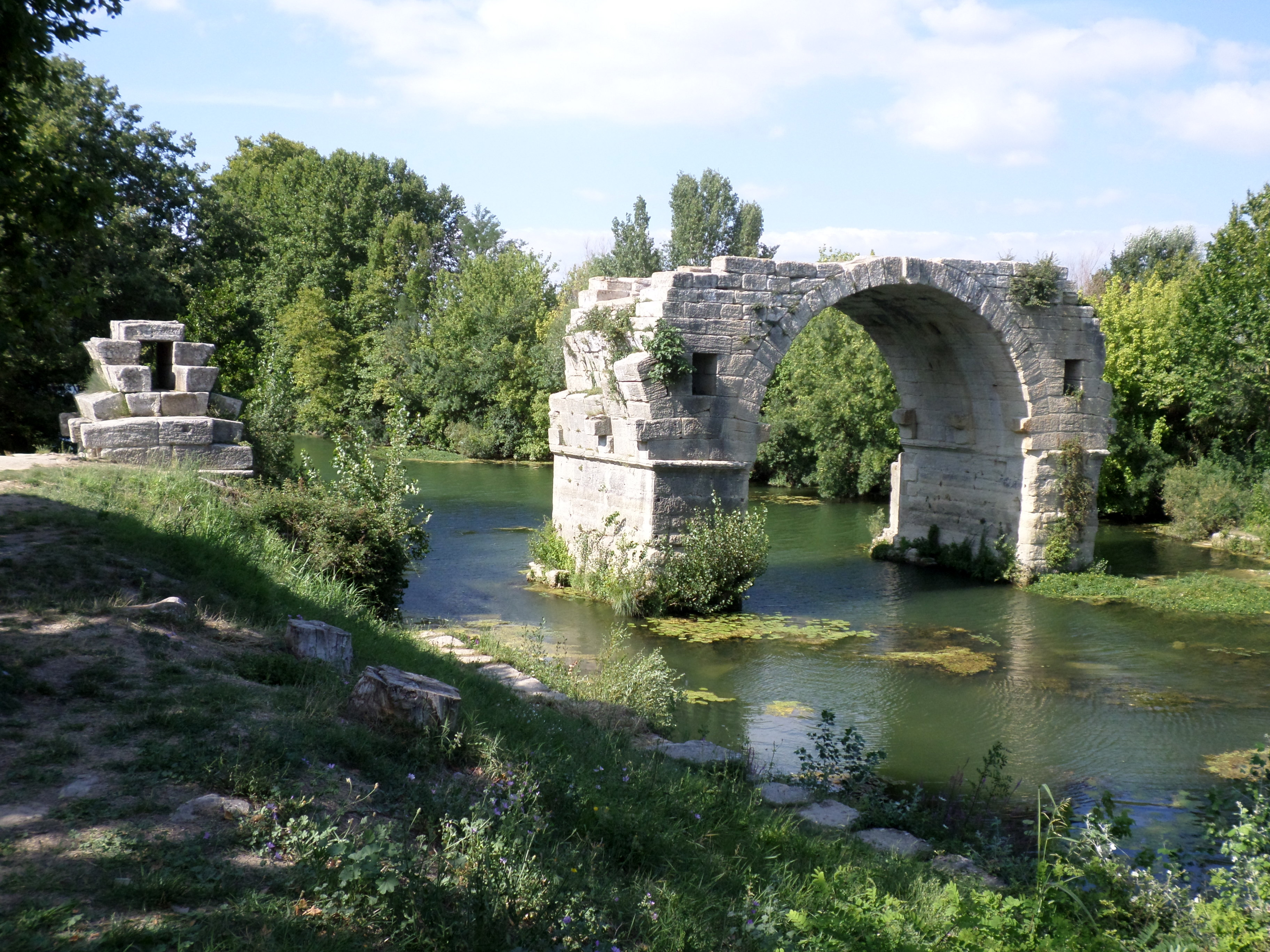
昂布鲁瓦桥（法语：Pont Ambroix）遗址
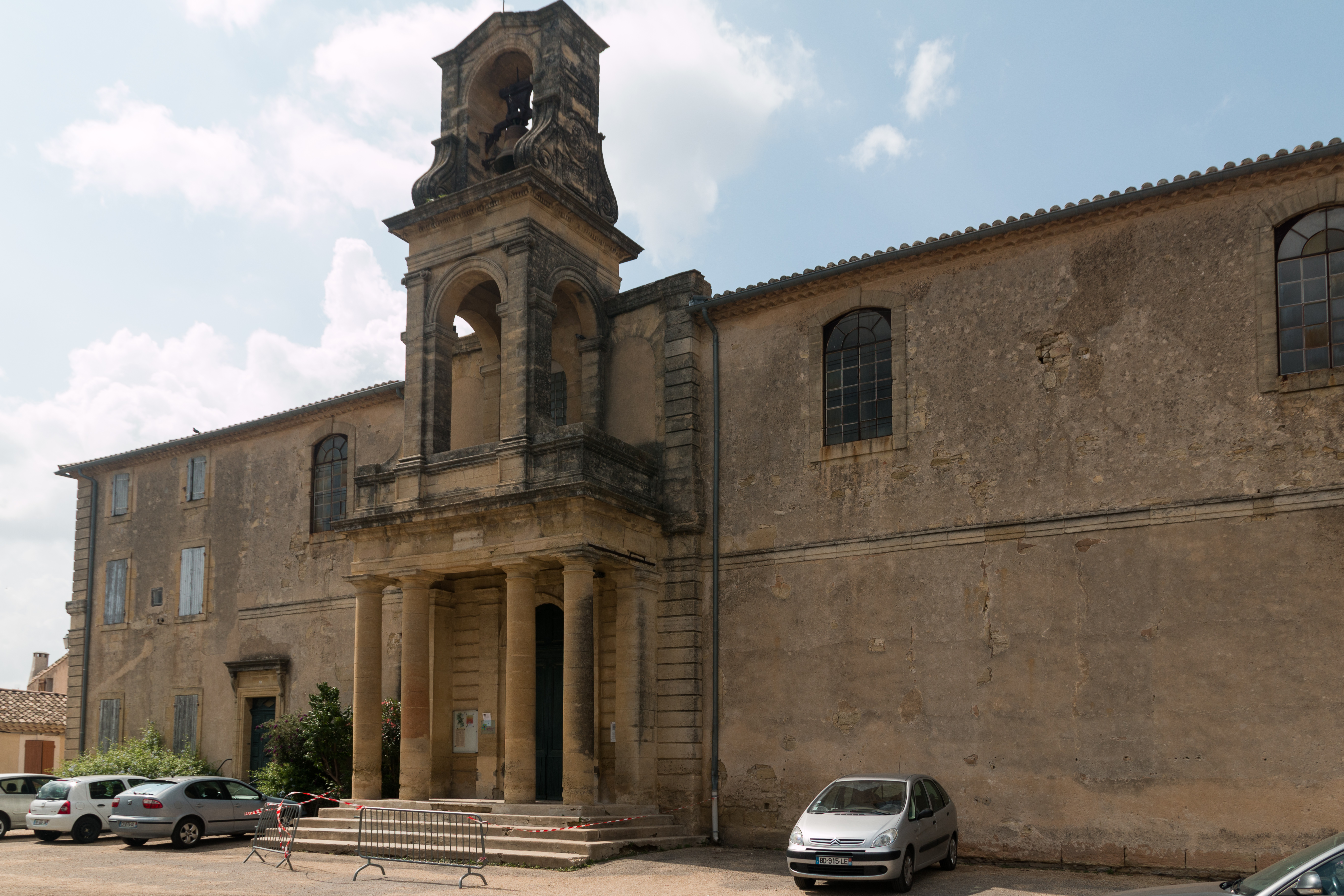
新教教堂（法语：Temple protestant de Gallargues-le-Montueux）
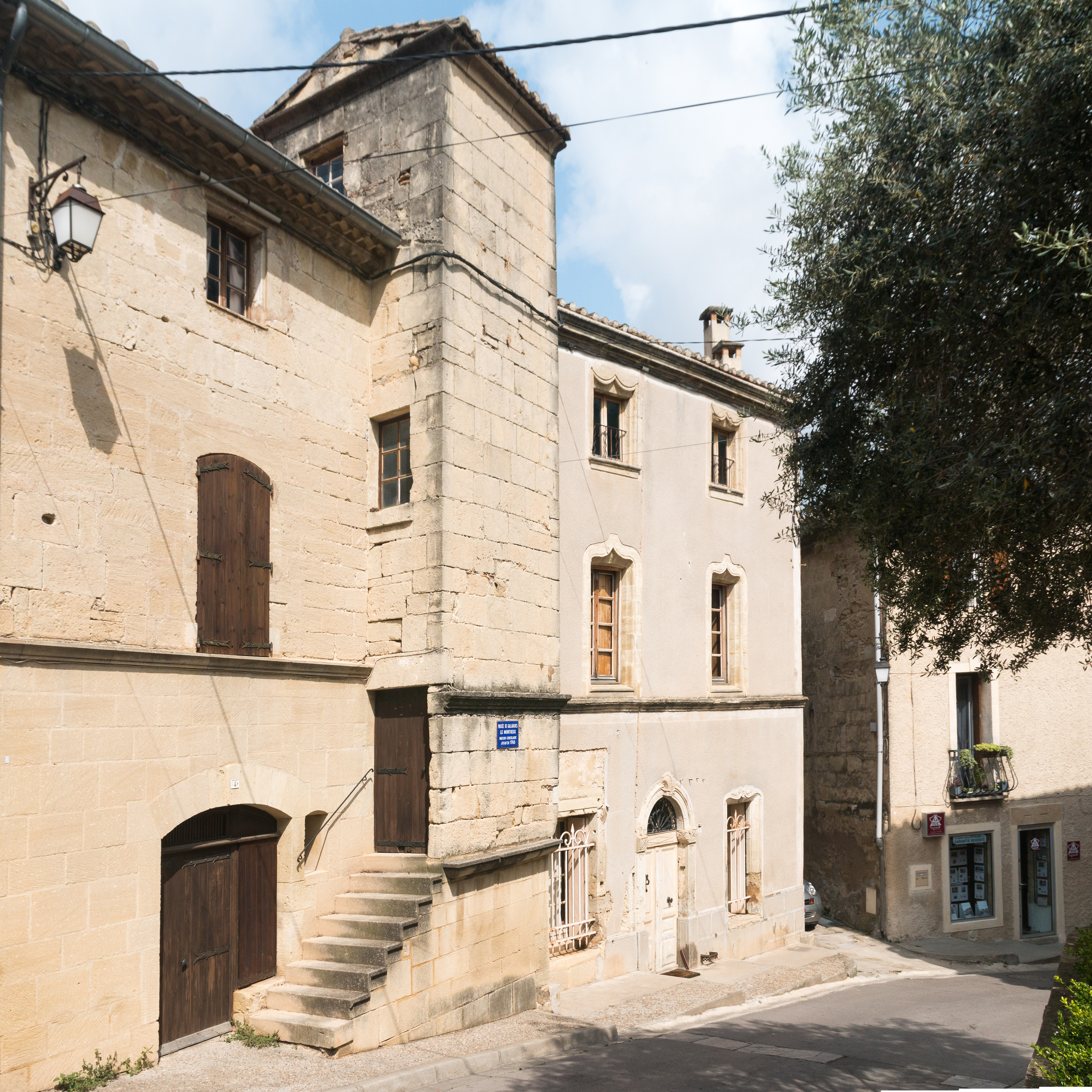
教会旧址
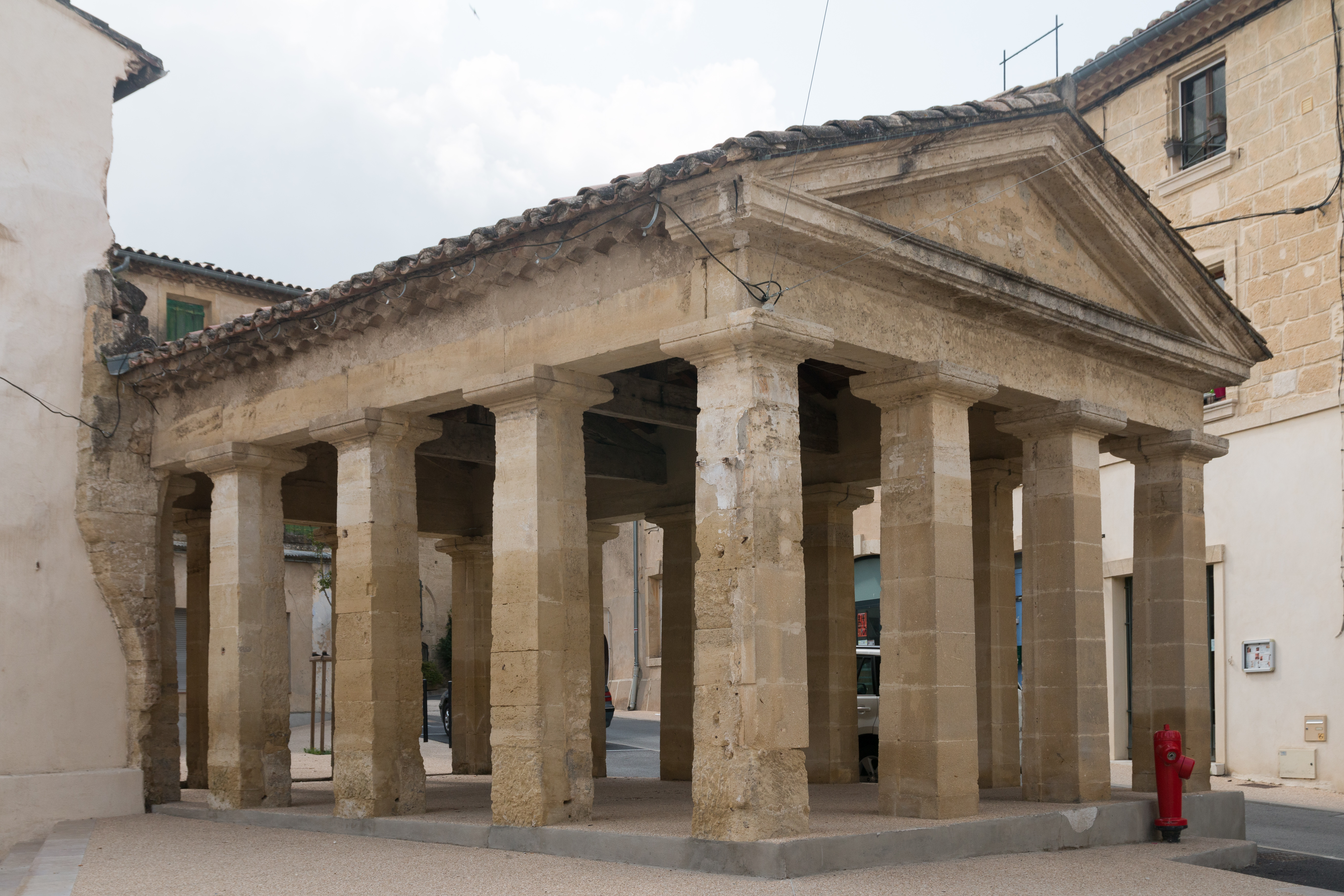
大堂
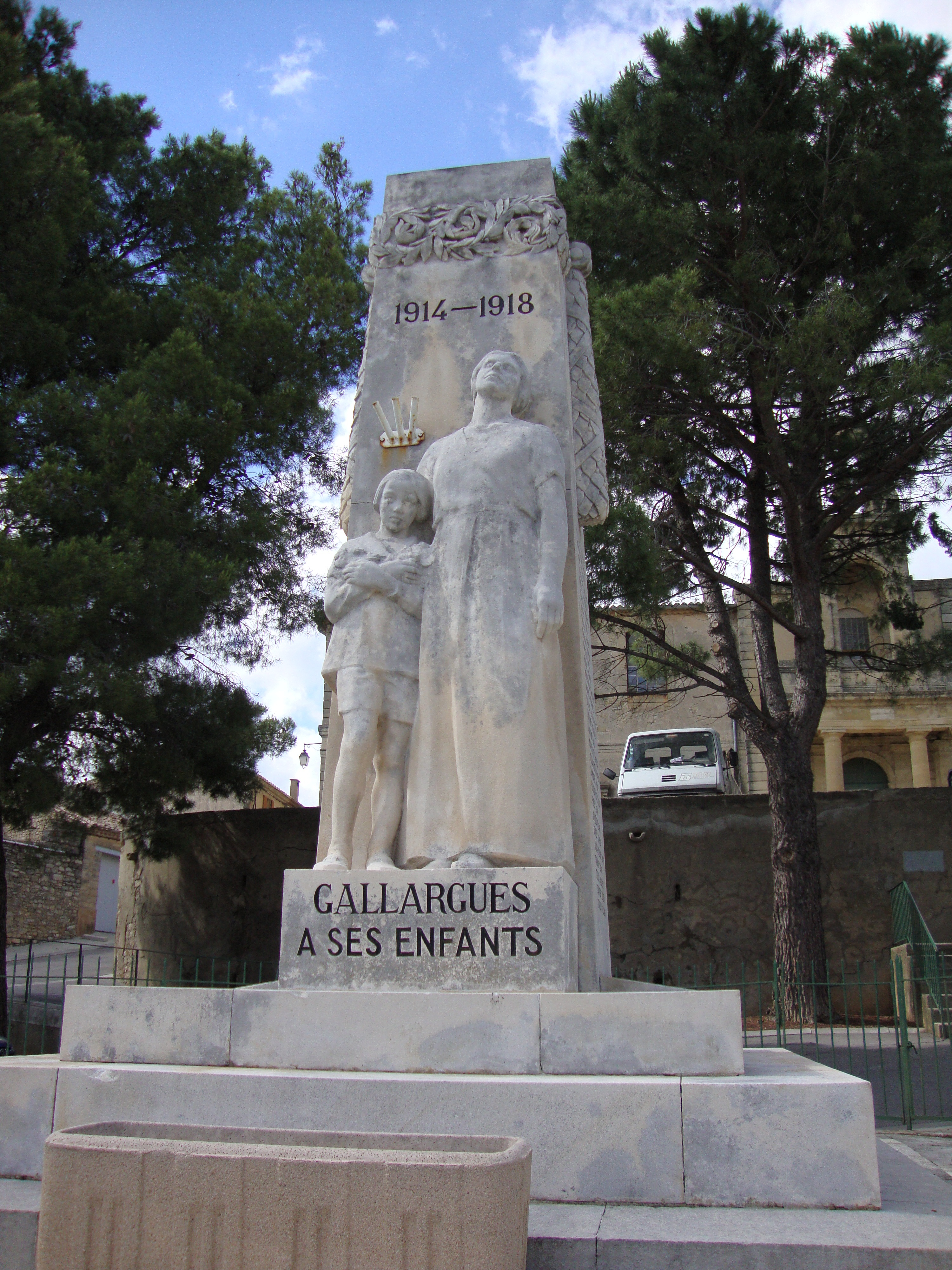
烈士纪念碑（法语：Monument aux morts de Gallargues-le-Montueux）

### 旅游
加拉尔格勒蒙蒂厄的旅游事务由其所属的罗尼-维斯特尔-维杜尔勒市镇公共社区负责。2021年，加拉尔格勒蒙蒂厄境内共有1家酒店共计10间房间；另有1个露营地，可容纳共150辆露营车。

### 媒体
法国主要的媒体均可在加拉尔格勒蒙蒂厄接收，法国电视三台下属的奥克西塔尼大区频道在部分时段播出加拉尔格勒蒙蒂厄所属区域的地方新闻。奥克西塔尼加尔地区电视台、《马赛人日报》、蓝色法兰西加尔-洛泽尔广播、卡马格广播等是当地主要的地方性媒体。

## 友好城市
截至2023年10月，加拉尔格勒蒙蒂厄暂未建立任何友好城市关系。